# Pont del Diable (Martorell)

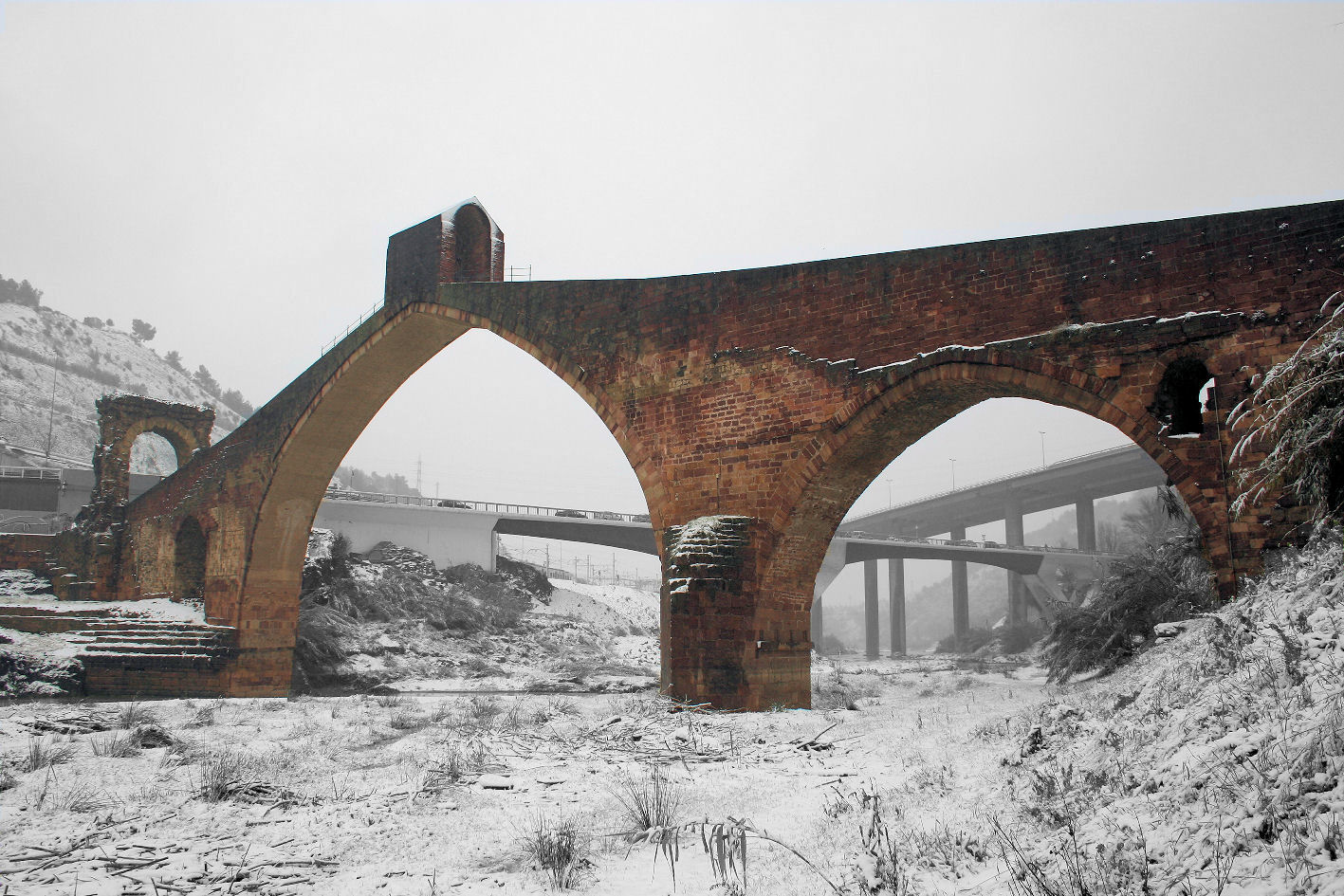
Die Pont del Diable im Winter 2006

Die Pont del Diable (katalanisch für ‚Teufelsbrücke‘, spanisch Puente del Diablo), auch Pont de Sant Bertomeu (‚Brücke des Heiligen Bartholomäus‘) genannt, ist eine mittelalterliche Brücke über den Fluss Llobregat zwischen Martorell und Castellbisbal (Katalonien, Spanien), die auf Fundamenten einer früheren römischen Brücke ruht. Die 1283 errichtete Teufelsbrücke war mit einer lichten Spannweite von 37,3 Metern eine der größten Brücken ihrer Zeit.

## Geschichte der Brücke
Eine erste römische Brücke wurde an dieser Stelle um das Jahr 10 v. Chr. errichtet, die die Via Augusta von Barcino (Barcelona) kommend in Richtung Tarraco (Tarragona) über den Llobregat führte. Ihre genaue Form und die Anzahl ihrer Bögen ist unbekannt. In seiner Grundstruktur erhalten ist auch heute noch ein Triumphbogen aus römischer Zeit, der den östlichen Zugang zu der Brücke markierte und ursprünglich wohl dem etwas größeren Arc de Berà (ebenfalls an der Via Augusta gelegen) ähnlich sah. Darüber hinaus gab es einst vermutlich auch am Westufer einen ebensolchen Triumphbogen, der jedoch nicht erhalten geblieben ist. Diese Brücke war bis Ende des 14. Jahrhunderts die einzige über den Llobregat in seinem gesamten Unterlauf.

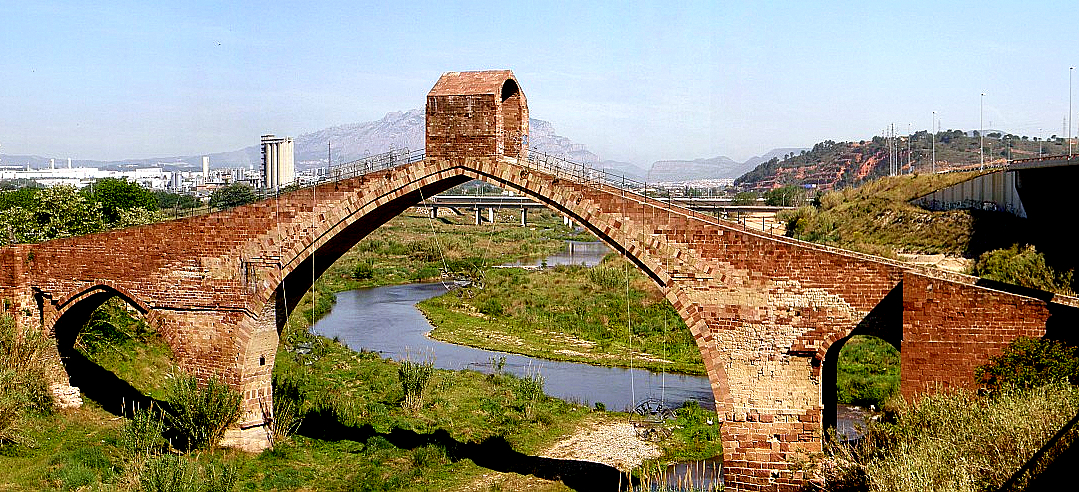
Blick auf die Pont del Diable

Die heutige Brücke mit einem großen Spitzbogen im Zentrum wurde 1283 unter der Leitung von Bernat Sellés auf den römischen Fundamenten im gotischen Stil errichtet, dabei wurden Steine der alten Brücke teilweise wiederverwendet. Die lichte Spannweite des Bogens beträgt eindrucksvolle 37,30 Meter, seine Höhe 21 Meter. Die Mitte der Brücke wird von einem Torbogen gekrönt, zu dem hin der Weg von beiden Seiten über Treppen ansteigt.

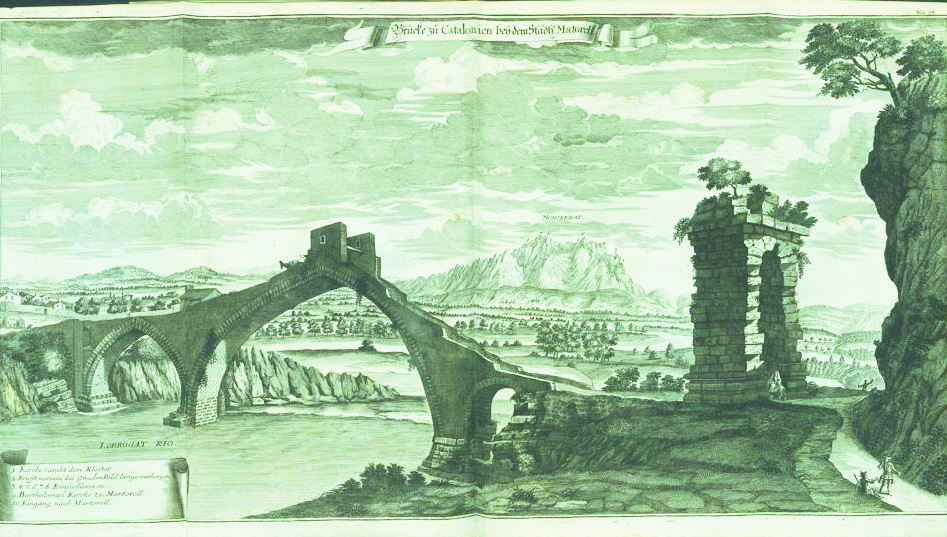
Pont del Diable Drawing 1703–1750

Die Teufelsbrücke wurde 1931 zu einem historischen Denkmal erklärt und 1933 aufwendig restauriert, aber bereits sechs Jahre später im spanischen Bürgerkrieg von republikanischen Truppen auf dem Rückzug gesprengt. 1963 wurde die Brücke in ihrer alten Form wiederaufgebaut. Sie ist nur für den Fußgängerverkehr geöffnet.